# 青森機場
青森機場（日语：／ Aomori kūkō */?）是位於日本青森縣青森市。根據《機場整備法》分類為第三種機場。

## 歷史
- 1962年：機場開始建設。
- 1964年11月5日：建設完成，當時跑道長1,200公尺。
- 1965年6月1日：國內線航班首航（日本國內航空 東京-羽田）。
- 1979年8月：決定新機場地方。
- 1982年10月14日：新機場動工。
- 1987年7月19日：舊機場遷移新機場第一期開始（跑道長2,000公尺），中型客機可以升降。
- 1990年7月27日：新機場全面開始使用（跑道長2,500公尺）。
- 1992年7月18日：日本佳速航空開航名古屋-小牧。
- 1995年4月2日：國際線航班首航，大韓航空開航往首爾-金浦；俄羅斯遠東航空（英语：Dalavia）開航伯力。
- 1998年：日空航空開設航線往仙台（開辦約一年後就取消）。
- 2003年4月：全日本空輸取消所有來往青森機場的航班。同年11月，天馬航空取消所有來往青森機場的航班。
- 2005年：跑道延長至3,000公尺。多層停車場完成。
- 2006年：連接航站樓和立體停車場的道路完成。
- 2011年：富士夢幻航空開航名古屋-小牧。
- 2014年7月1日：全日本空輸復航，新增大阪-伊丹、札幌-新千歲。

## 航空管制
| 種類 | 頻率              |
| ---- | ----------------- |
| TWR  | 118.3MHz,126.2MHz |

## 航空保安無線施設
| 局名 | 識別信號 | 頻率(MHz) | 頻率(MHz) |
| 局名 | 識別信號 | VOR       | DME       |
| 青森 | MRE      | 114.1     | 1175      |

## 航空公司與航點
| 航空公司                    | 目的地                         |
| --------------------------- | ------------------------------ |
| 日本航空                    | 東京/羽田                      |
| 日本航空 由J-Air營運        | 大阪/伊丹、札幌/新千歲         |
| 全日本空輸 由全日空之翼營運 | 大阪/伊丹、札幌/新千歲         |
| 富士夢幻航空                | 名古屋/小牧、神戶              |
| 大韓航空                    | 首爾/仁川                      |
| 中國東方航空                | 上海-浦东（2025年7月10日開辦） |
| 長榮航空                    | 台北/桃園                      |

## 如何前往

### 巴士
- 青森市營巴士、JR巴士東北
  - 青森機場線：由青森站出發往青森機場
- 青森市營巴士
  - 青森站 - 青森機場 - 浪岡站
- 弘南交通
  - 由弘前巴士總站，經弘前站、藤崎舟場角・浪岡往青森機場。
  - 由五所川原營業所，經ホテルサンルート、五所川原車站、大釋迦站往青森機場。

### 自行駕車
- 由八戶市街往青森機場約2小時（經陸奧收費道路）
- 由青森市街往青森機場約30分鐘（經青森空港收費道路）
- 由弘前市街往青森機場約50分鐘（經青森空港收費道路）

機場收費多層停車場可容納1800輛汽車。

## 外部連結
- 青森機場 （页面存档备份，存于）（日語）（英文）（简体中文）（繁體中文）